# Nicholas Owen

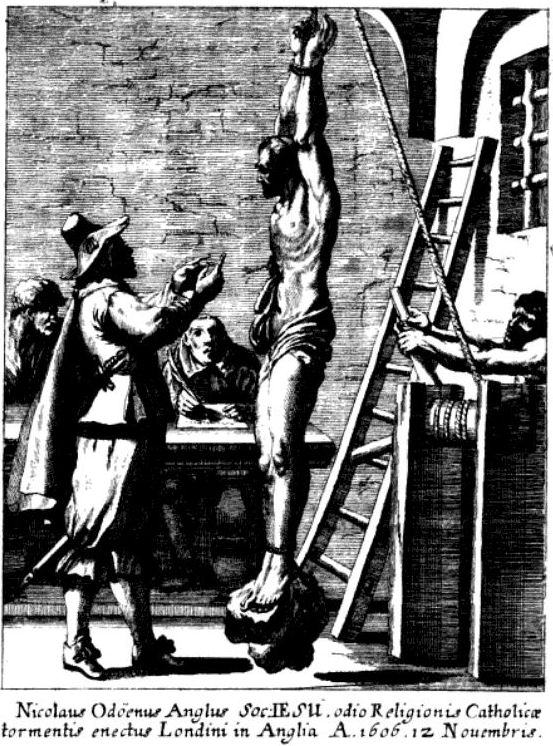
Folterung des hl. Nicholas Owen

Der heilige Nicholas Owen, Jesuit (* um 1550; † 1606), war ein Laienbruder (unter dem Ordensoberen der englischen Jesuiten, Henry Garnet). Es gilt als unwahrscheinlich, dass Nicholas Owen ein reguläres Noviziat bei den englischen Jesuiten abgelegt hat, und nicht gesichert, inwieweit er tatsächlich in den Orden aufgenommen wurde.
Bekannt wurde er vor allem durch seine Tätigkeit als Konstrukteur und kunstvoller Erbauer von Priesterlöchern in England während der Regierungszeit Elisabeths I.

## Leben
Über das frühe Leben des Heiligen ist wenig bekannt. Er wurde sehr wahrscheinlich in Oxford um 1550 in einer katholischen Familie geboren.
Er wurde zum Maurer (nach anderer Darstellung: Zimmerer oder Tischler) ausgebildet. Diese Fähigkeiten nutzte er zum Bau von Priesterlöchern während der Katholikenverfolgung in den Häusern katholischer Familien und soll dadurch vielen Menschen das Leben gerettet haben.
Unter dem Decknamen Little John soll er von Haus zu Haus gezogen sein und als Bezahlung für seine Arbeiten nur das Notwendigste verlangt haben.
Owen wurde in den Jahren 1582 oder 1583 und 1594 (mit Folterung) im Zusammenhang mit seiner Wirksamkeit für die englischen Katholiken verhaftet. Er soll an der Befreiung des John Gerard aus dem Tower of London (1597) maßgeblich beteiligt gewesen sein.

## Gefangennahme, Folter und Tod
Owen wurde nach der Schießpulververschwörung (1605) in Hindlip Hall, Worcestershire, wiederum gefangen genommen und im Tower auf der Streckbank 1606 zu Tode gefoltert. Trotz der schweren Folterung soll er kein Geheimnis verraten haben.
Er wurde 1929 von Papst Pius X. selig und 1970 von Paul VI. mit den Vierzig Märtyrern von England und Wales heiliggesprochen.
Das genaue Datum seines Todes ist nicht bekannt. Teilweise wird der 2. März 1606, in anderen Quellen der 12. November 1606 angegeben.

## Verehrung
Owens Festtag wird zusammen mit den anderen 39 Märtyrern am 25. Oktober begangen.
Der heilige Nicholas Owen ist der Schutzpatron der katholischen Zauberkünstler (Illusionisten) und Entfesselungskünstler.
Sein Andenken wird am 1. Dezember gefeiert.

## Literarische Erwähnung
Nicholas Owen wird in folgenden Büchern erwähnt:
- Robert Hugh Benson, Come Rack! Come Rope! (1912). Deutsch: Trotz Folter und Strick! (1926). In dieser Novelle wird er als „Hugh Owen“ bezeichnet,
- Catherine Aird, A Most Contagious Game, New York : Doubleday 1967, 1. Auflage,
- David Pirie, The Dark Water, Arrow Books 2004 (Deutsch: Die Hexe von Dunwich, Köln 2015)